# Laminacauda argentinensis
Laminacauda argentinensis é uma espécie de aranhas araneomorfas da família Linyphiidae encontrada na Argentina.  Esta espécie foi descrita pela primeira vez em 1985, pelo biólogo Millidge.